# Episkop
Ein Episkop ist ein optisches Gerät zur Projektion von meist undurchsichtigen Medien bzw. Projektionsvorlagen (meist Auflichtbilder). Dabei wird die Vorlage beleuchtet und das diffus reflektierte Licht über einen Spiegel durch ein Objektiv auf eine Projektionswand geworfen. Episkope gehören zur Familie der Projektoren und arbeiten nach dem Prinzip der Auflichtprojektion (genannt auch Epiprojektion und episkopische Projektion), weshalb sie im heutigen Sprachgebrauch auch als Auflicht-Projektoren bezeichnet werden.
Der Ausdruck entstammt dem altgriechisch επί epi „darauf“ und σκοπεῖν skopein „schauen“. Synonyme sind Antiskop, Paxiskop und Wandbildwerfer.

## Funktionsweise

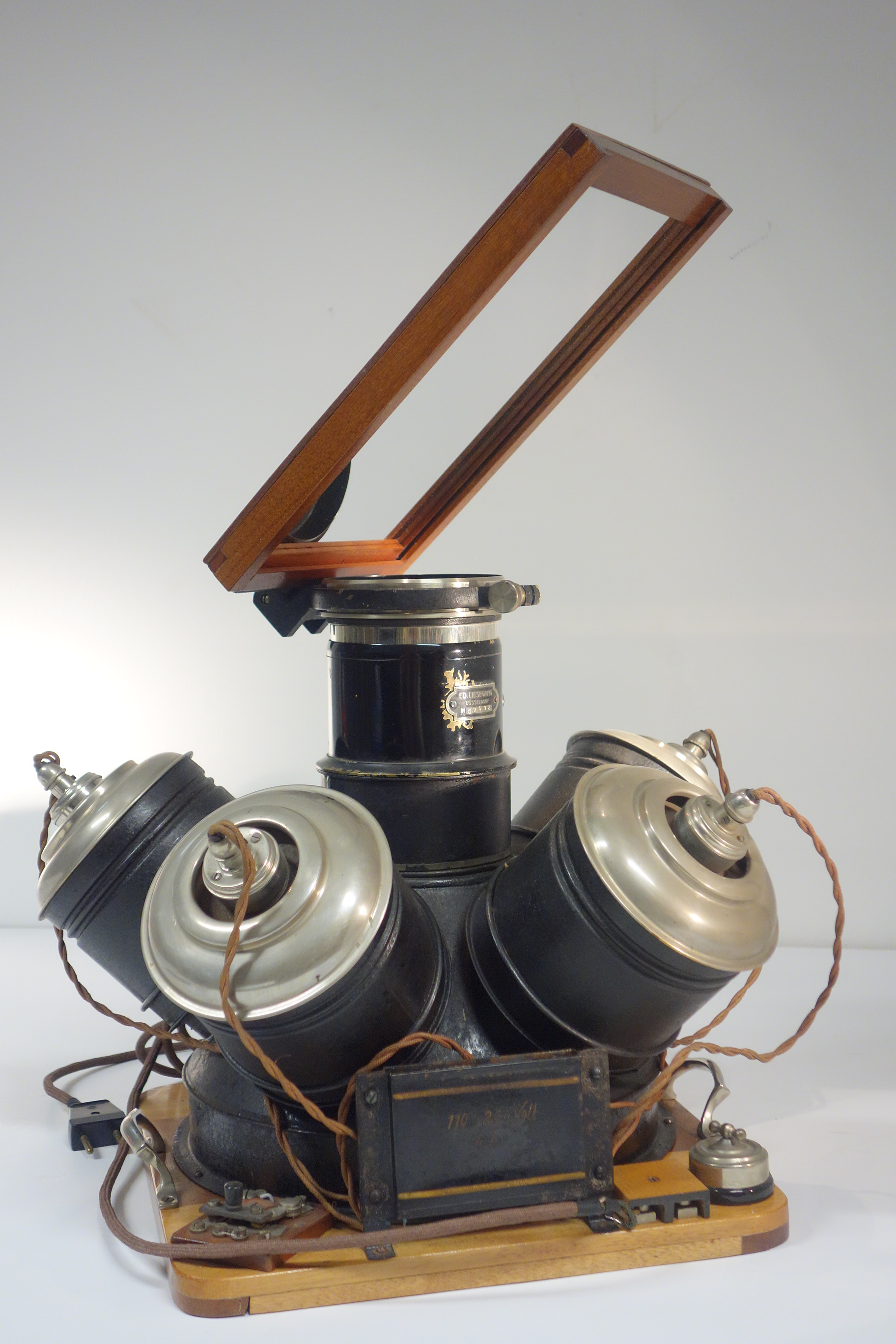
Globoskop (um 1913)
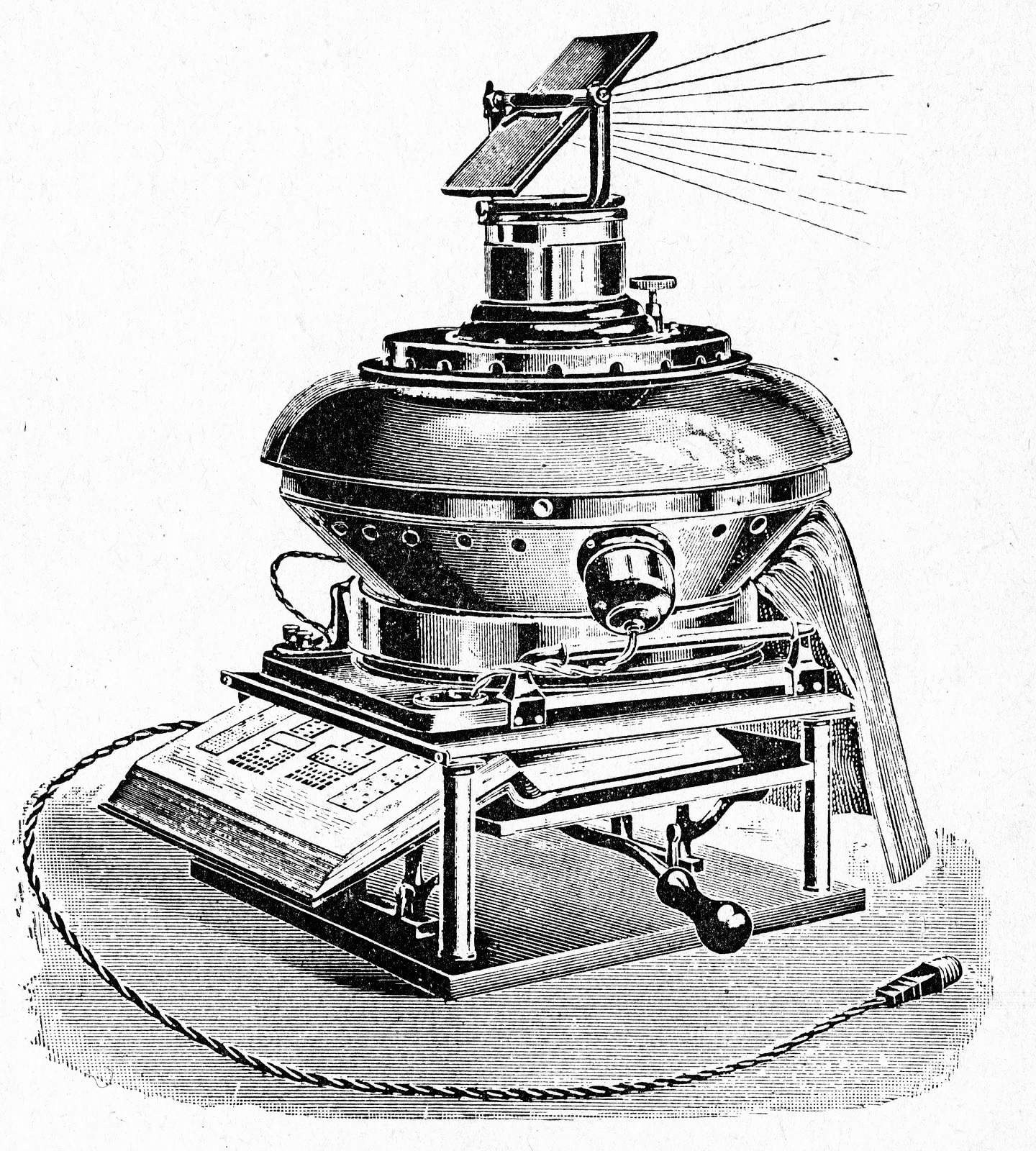
Episkop von Eduard Liesegang (um 1926)
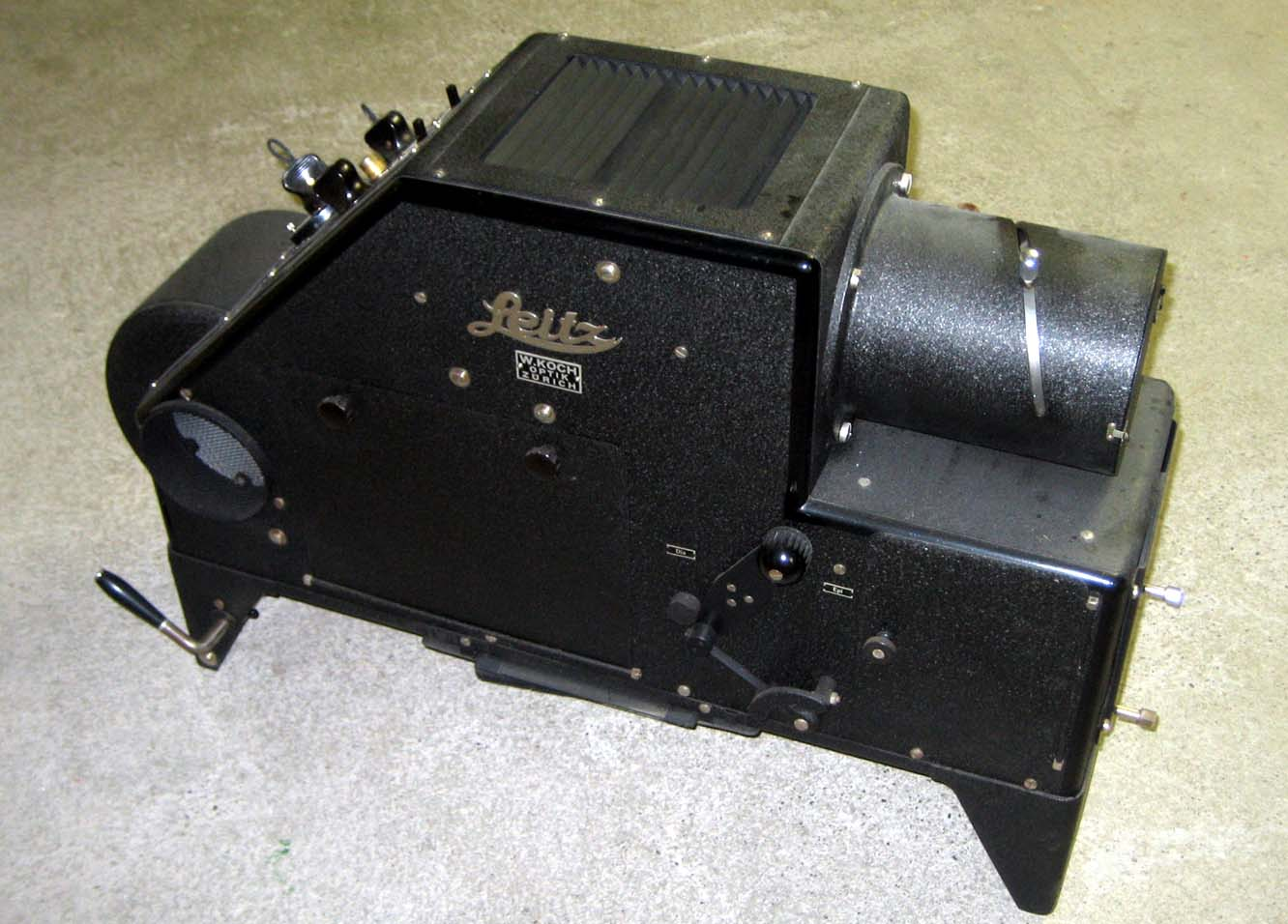
Klassisches Episkop von Leitz
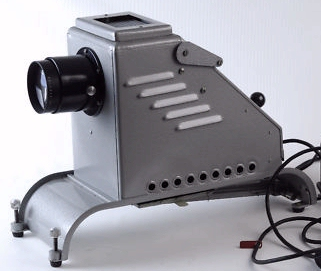
Klassisches Episkop von Heinrich Malinski
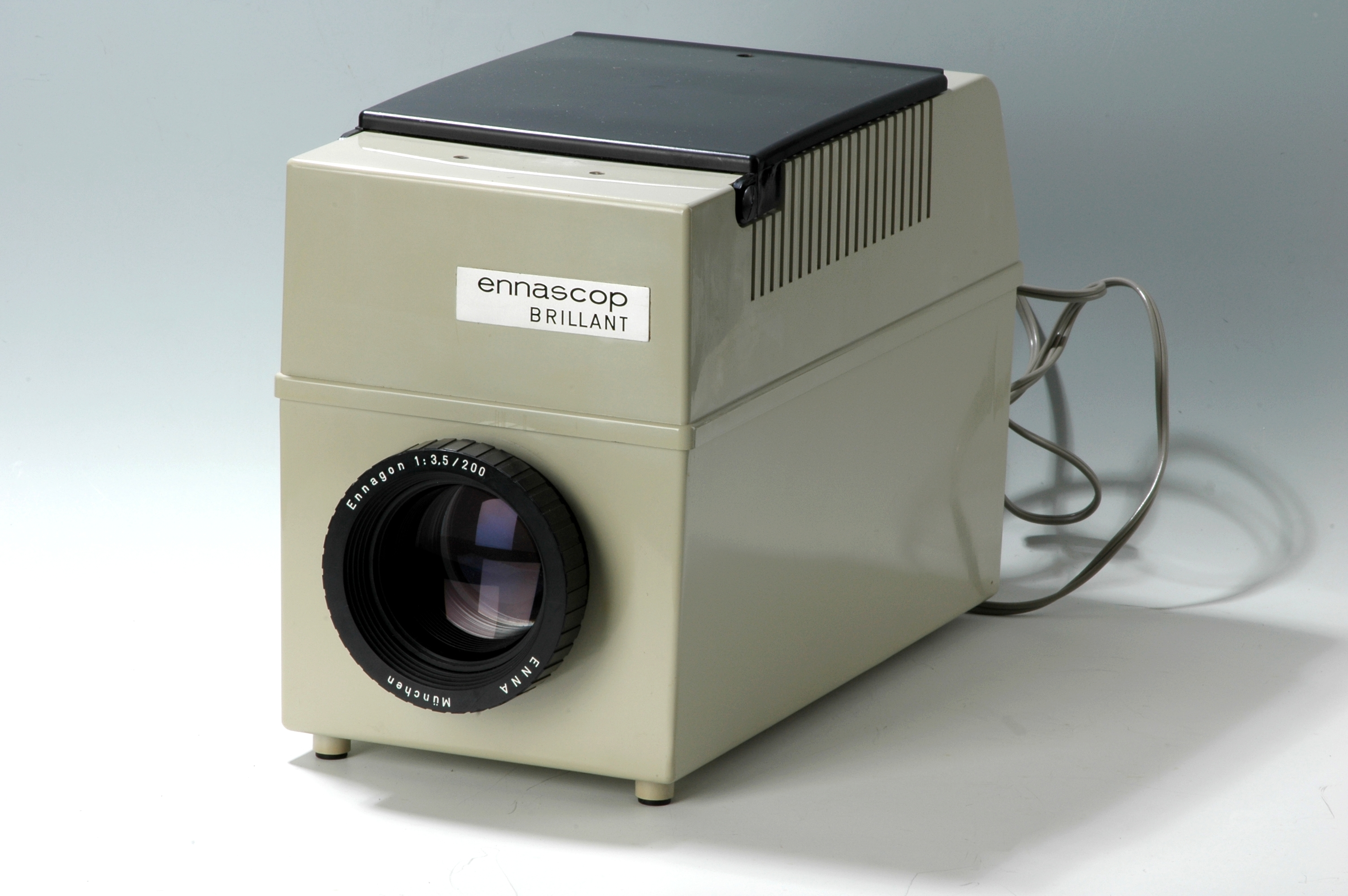
Modernes Episkop der Firma Enna (Vorlage wird oben auf das Gerät gelegt)
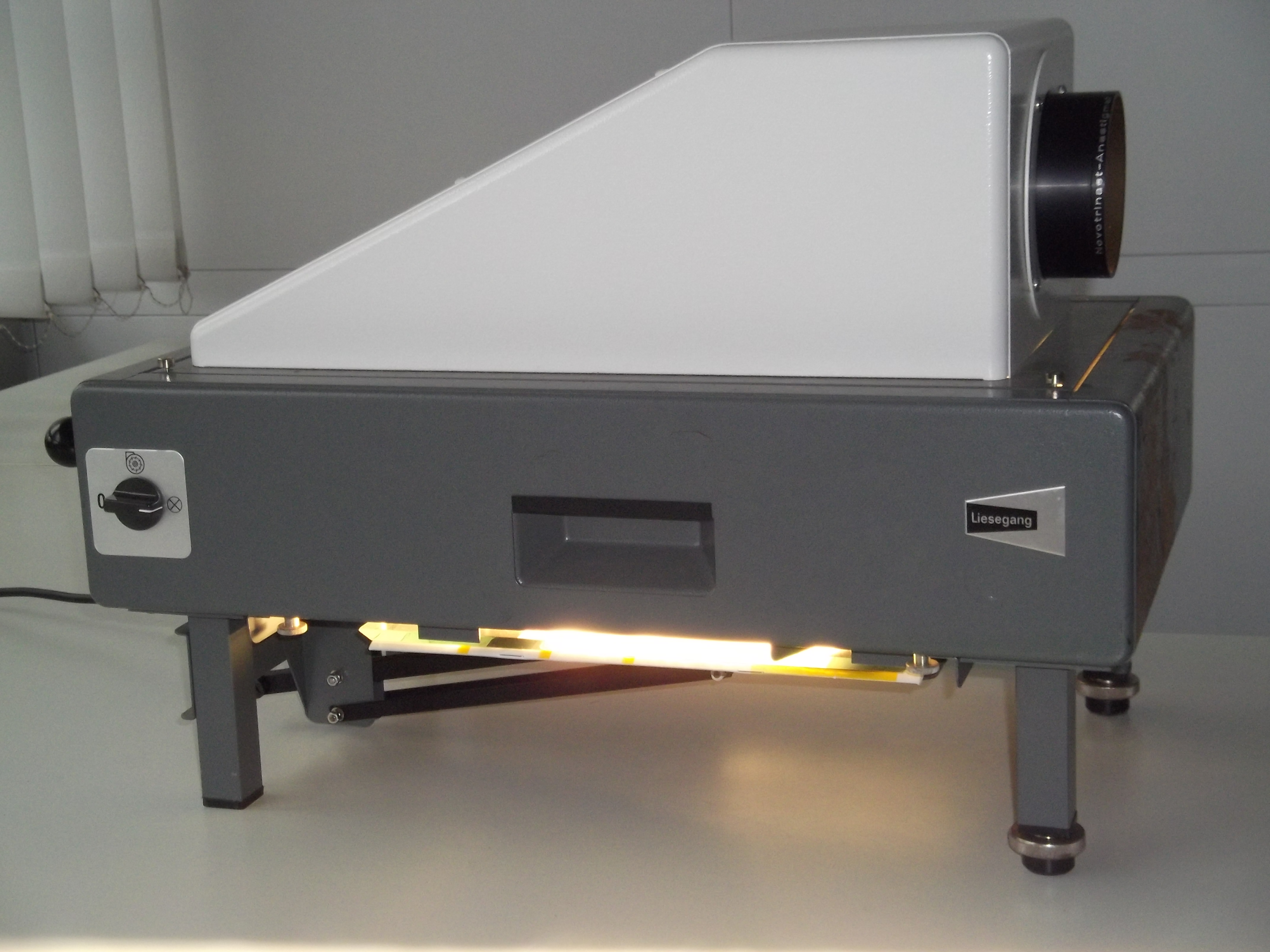
Schulepiskop, Vorlagenfläche 16 cm × 19 cm, (A4 hochkant, abfahrbar)
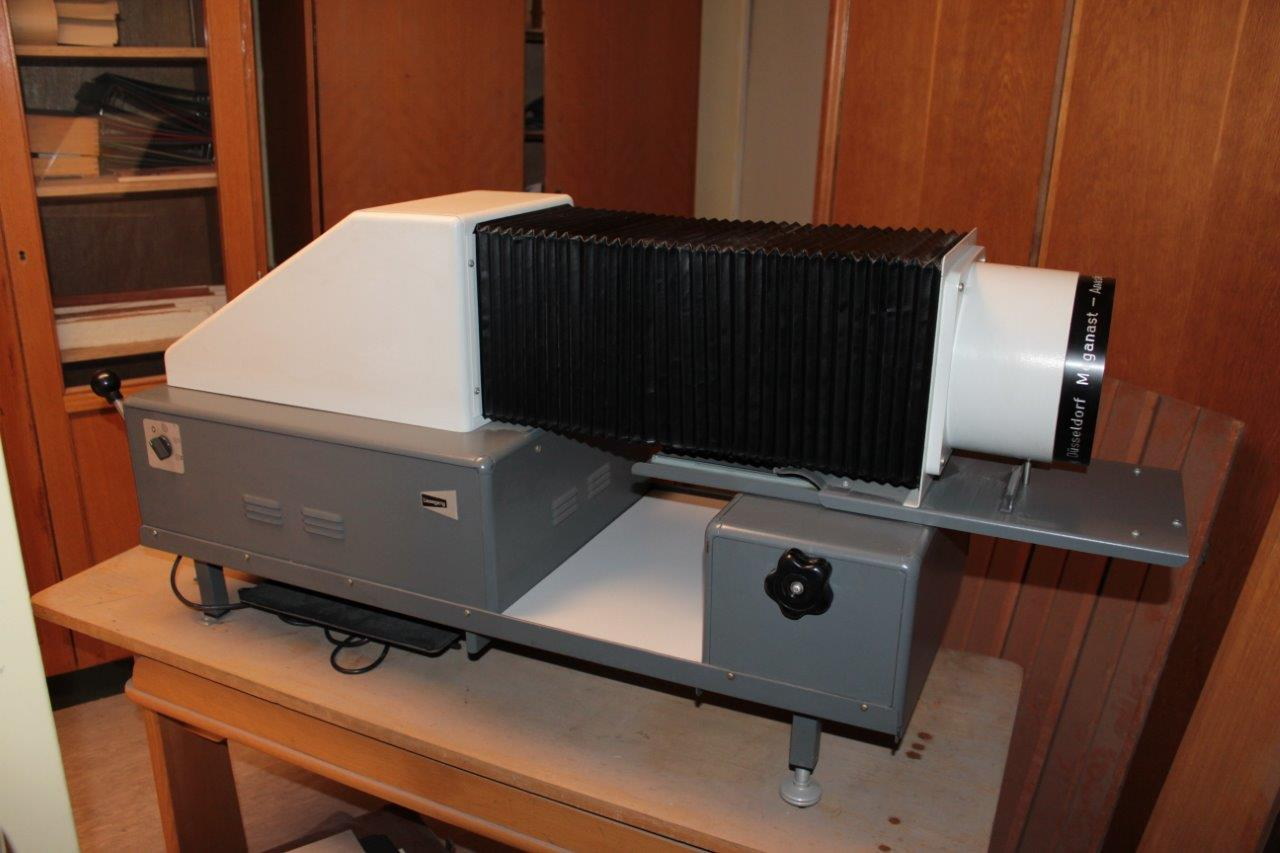
Großepiskop, Vorlagengröße 30 cm × 30 cm, Objektiv f=800 mm.

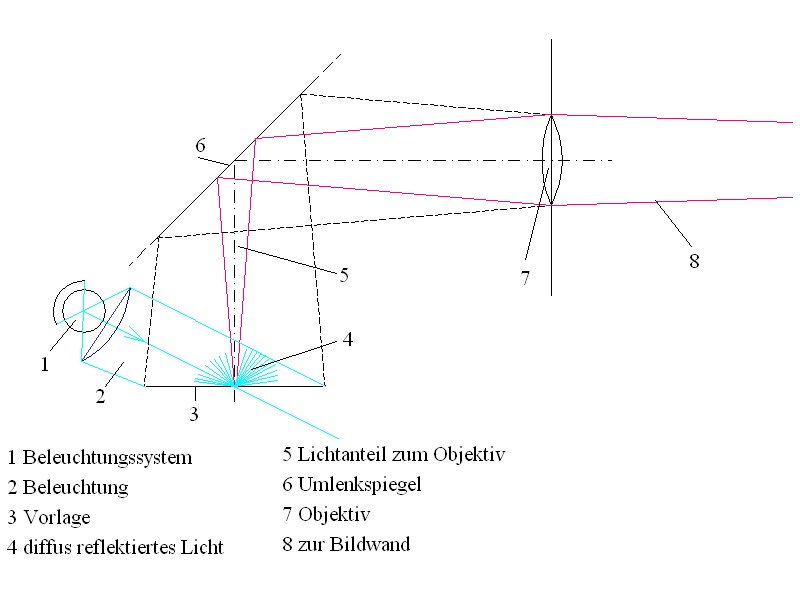
Episkop, Strahlengang mit Kondensorlinse

Mit einem Episkop werden undurchsichtige flache Gegenstände, Bilder oder Abbildungen aus Büchern auf eine Bildwand projiziert. Das Episkop besteht aus einer Trägerfläche für die Vorlage, einem Beleuchtungssystem zur Beleuchtung dieser Vorlage und einem Objektiv. In der Regel ist ein Umlenkspiegel vor oder hinter dem Objektiv angebracht, der das Strahlenbündel auf die vertikale Bildwand lenkt.
Das Beleuchtungssystem soll die Vorlage gleichmäßig und mit hoher Beleuchtungsstärke beleuchten. Dabei verstärkt ein steiler Lichteinfall die Wirkung. Allerdings treten an glatten, glänzenden Oberflächen, z. B. glattem Kunstdruckpapier, Reflexionen auf, die direkt in das Objektiv gelangen und dann als Lichtflecken auf dem projizierten Bild erscheinen und den Kontrast (die Lesbarkeit) reduzieren. Über die Variierung des Einfallwinkels der Beleuchtung können diese Reflexionen reduziert werden.
Steigern lässt sich die Beleuchtungsstärke auf der Vorlage durch die Verwendung eines Hohlspiegels hinter der Lampe und einer Kondensorlinse (Konvexlinse) zwischen Lampe und Vorlage. Aufhellspiegel an den Seiten der Trägerfläche unterstützen die Bündelung zusätzlich. Dadurch wird das Licht besser auf der Vorlage gebündelt und der Lichtstrom der Lampe wird besser genutzt.

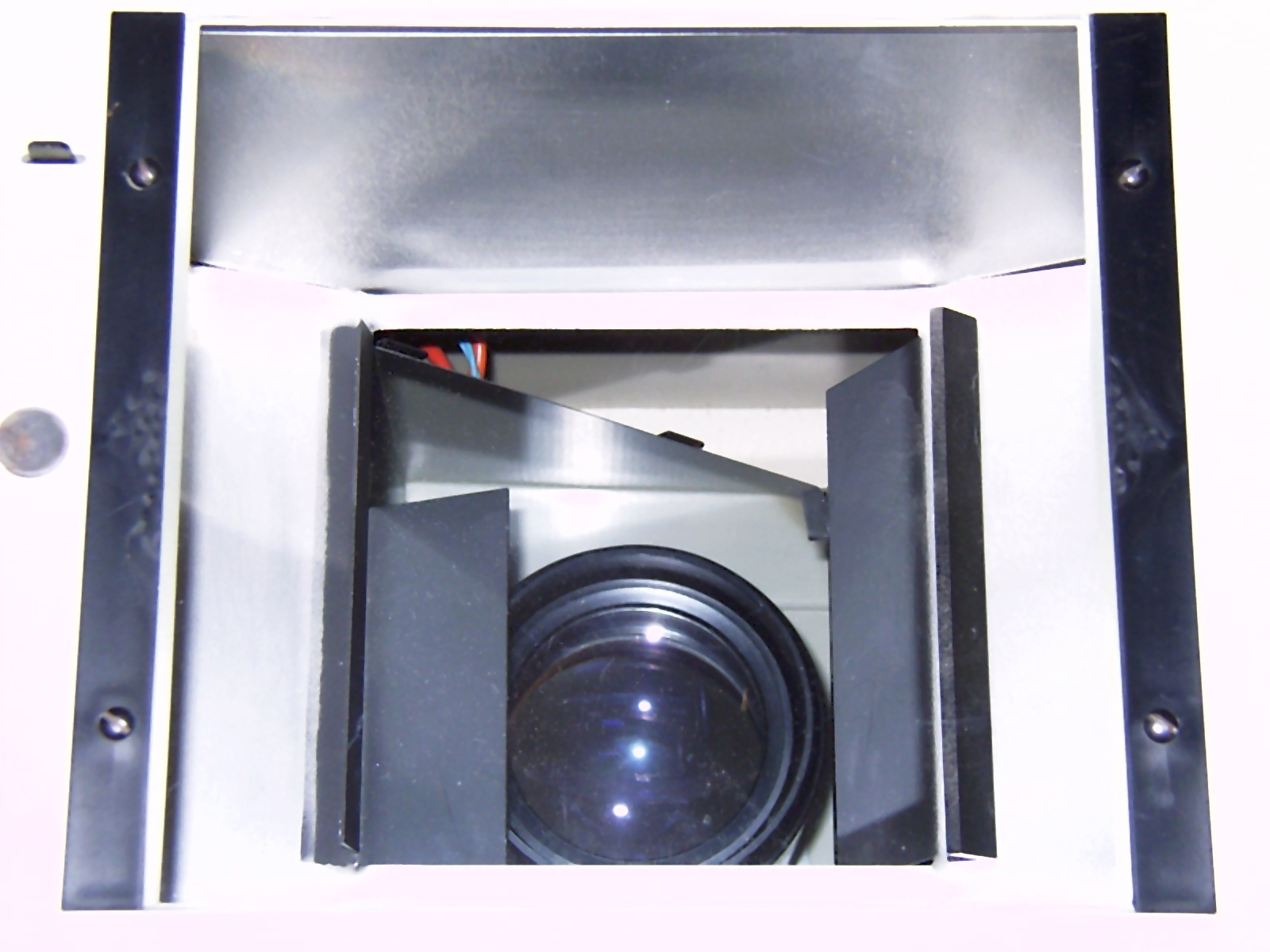
Blick durchs Vorlagenglas auf den Umlenkspiegel und das Projektionsobjektiv

Für den Projektionsstrahlengang kann nur der geringe Anteil des diffus von der Vorlage reflektierten Lichts genutzt werden, der in Richtung Objektiv strahlt. Der Rest geht verloren und kann zur Bilderzeugung nicht genutzt werden. Jedoch beeinflusst die Qualität des Objektives, sein Durchmesser bzw. sein Öffnungsverhältnis die Lichtstärke des projizierten Bildes auf der Bildwand entscheidend.
Der Umlenkspiegel lenkt das Licht von der waagerechten Vorlage auf die senkrechte Bildwand. Ohne Spiegel würde das Bild seitenverkehrt oder spiegelbildlich dargestellt.
In Episkopen mit größeren Vorlagenflächen werden Beleuchtungssysteme mit Lampen, die ein langes Leuchtfeld haben, z. B. Halogen-Flutlichtlampen bzw. Metalldampflampen, Liesegang Episkop E10, oder mehrere Reflektorlampen, Sofortpresenter plus, VEGA international d.o.o. benutzt. Durch diese Anordnung kann die Vorlage stärker und gleichmäßiger beleuchtet werden.

## Bauformen

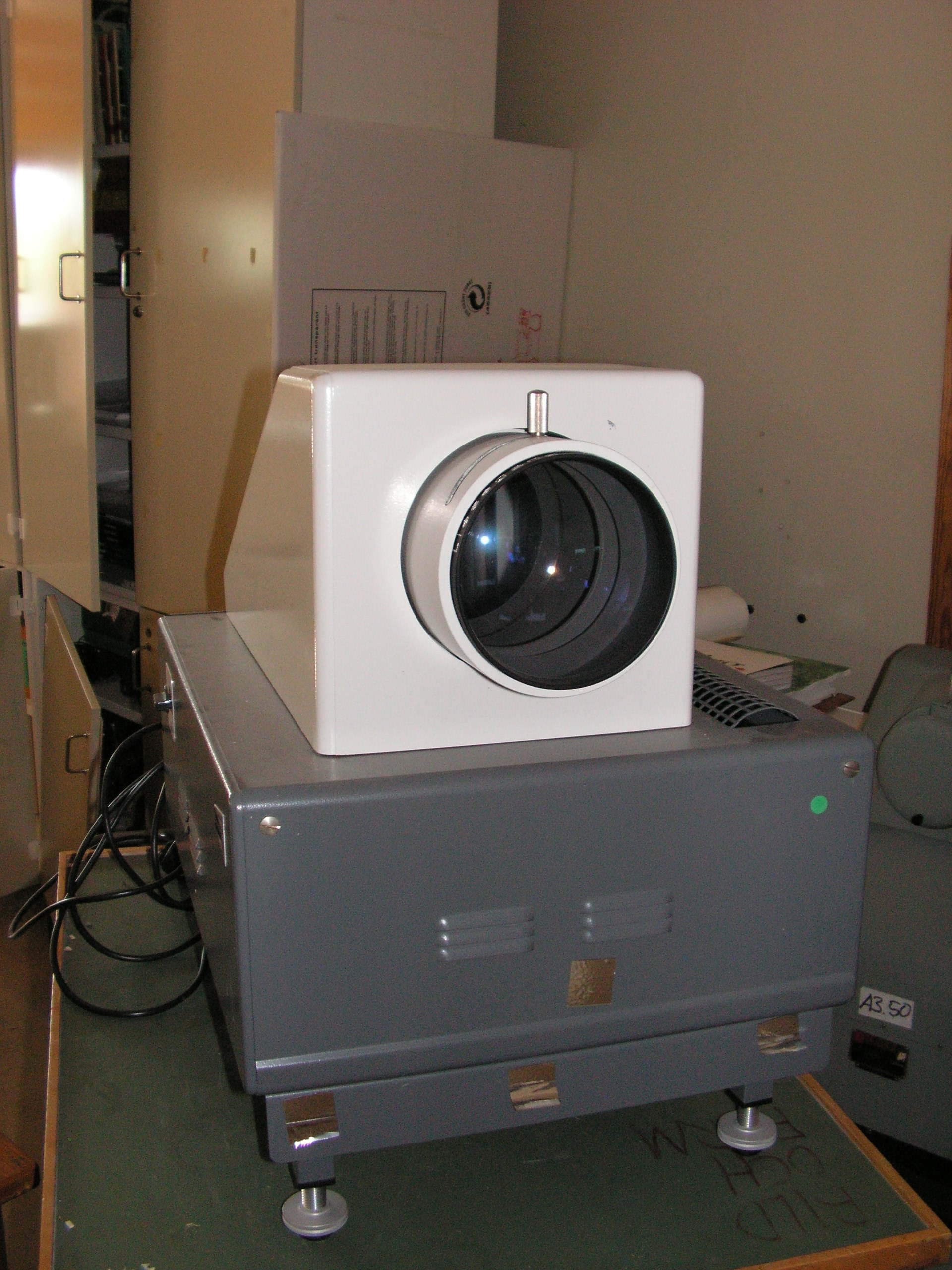
Groß – Episkop, Vorlagenfläche 30 cm × 30 cm, Brennweite: 480/600/800/1000 mm

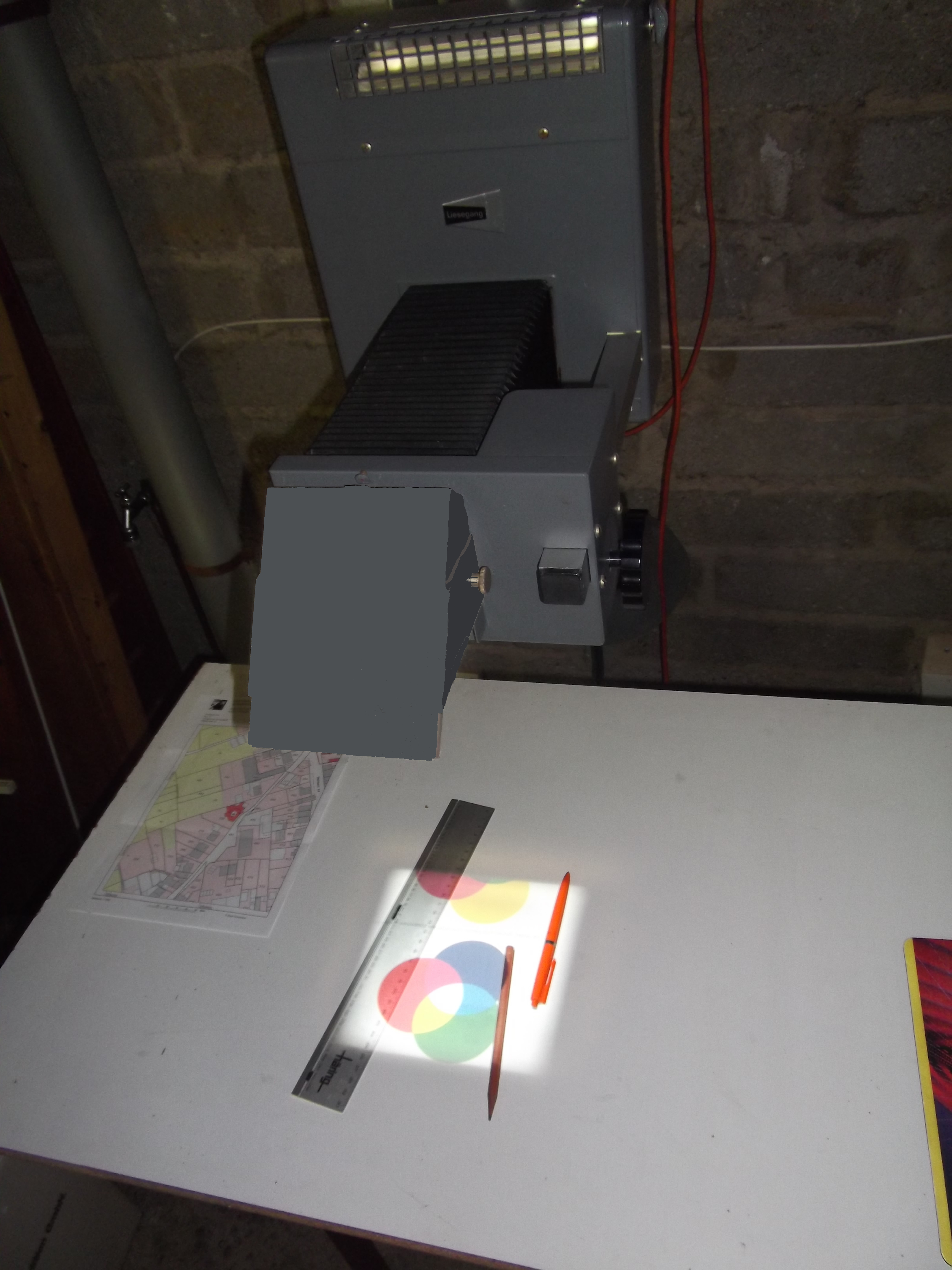
Liesegang Antiskop Typ 505

Die verschiedenen Bauformen von Episkopen richten sich nach Vorlagenfläche und Anwendungsgebieten.
Klein-Episkope mit einer Vorlagenfläche, die etwa der Größe einer Postkarte entspricht, werden eher für den Heimgebrauch angewandt. Die Vorlage wird bei diesen Geräten in der Regel von oben auf das Vorlagenfeld gelegt.
Episkope für den Schulgebrauch haben eine Vorlagenfläche von ca. 19 cm quer und 16 cm hoch. Damit können A4-Vorlagen hochkant in verschiedenen Abschnitten projiziert werden, etwa mit dem Leitz-Episkop LE 19 oder dem Liesegang-Episkop E11-522/260. Das projizierte Bild ist auf einer Bildwand von ca. 1,8 m durch die fast zehnfache Vergrößerung gut lesbar. Die Beleuchtungsstärke auf der Bildwand zeigt einen Kontrast, der (abhängig vom Raumlicht) noch eine gute Erkennbarkeit ermöglicht.
Großgeräte mit einer Vorlagenfläche bis 30 cm × 30 cm geben eine gute Übersicht von großen Vorlagen, wie Landkarten, Drucken, Entwürfen usw. Die Übersicht geht zu Lasten der Lesbarkeit, da auf der gleichen Bildwand nur noch eine fünffache Vergrößerung erreicht wird.
Für viele Geräte gibt es Ausführungen, bei denen die Vorlage über einen Vorlagenhalter von unten gegen die Vorlagenfläche gedrückt wird. Wenn der Vorlagenhalter abnehmbar ist, kann der Projektor auch direkt auf eine große Vorlage gestellt werden. Bei einigen Großgeräten kann die Vorlage auch von oben auf die Vorlagenfläche gelegt werden. Moderne Episkope haben eine Pausenlampe, um den Benutzer beim Vorlagenwechsel nicht zu blenden. Sobald der Vorlagendeckel geöffnet wird, schaltet sich die starke Projektionslampe aus und eine schwächere Lampe ein.
Eine Sonderbauart ist das Antiskop als Zeichen-Episkop. Der Projektor ist auf einer senkrechten Säule verstellbar befestigt und projiziert auf einen Zeichentisch. Die Vergrößerung lässt sich je nach Abstand von 0,5- bis zehnfach und mehr einstellen.
Kombinationen aus Episkop (episkopische Projektion) und Diaprojektor (diaskopische Projektion) werden Epidiaskope genannt.

## Vorteile
Wegen der Auflichtprojektion können nicht-transparente wie auch transparente (mit Einschränkungen) Vorlagen von Episkopen projiziert werden. Die Vorlagen müssen zuvor nicht erst für die Projektion aufgearbeitet werden, d. h. auf transparente Medien kopiert und gegebenenfalls auf ein bestimmtes Format gebracht werden, wie etwa bei Tageslicht- oder Diaprojektoren. Mögliche Originale für die direkte Projektion sind zum Beispiel: Fotos, Bilder, Dokumente, Stoffe, Einlegearbeiten und mehr. Die besten Ergebnisse werden mit möglichst matten Vorlagen erreicht. Ein Planspiegel auf der Vorlagenfläche ergibt auf der Bildwand nur ein dunkles Feld.
Bei der Verwendung von transparenten Medien (nicht zu dicht) genügt es, als Kompromiss, diese mit einer weißen, matten Unterlage zu versehen und in das Episkop einzulegen.
Mit modernen Episkopen kann eine Vorlage auf eine Größe von 1,6 × 1,6 m und größer, je nach Raumlicht, auf eine Bildwand projiziert werden.

## Nachteile

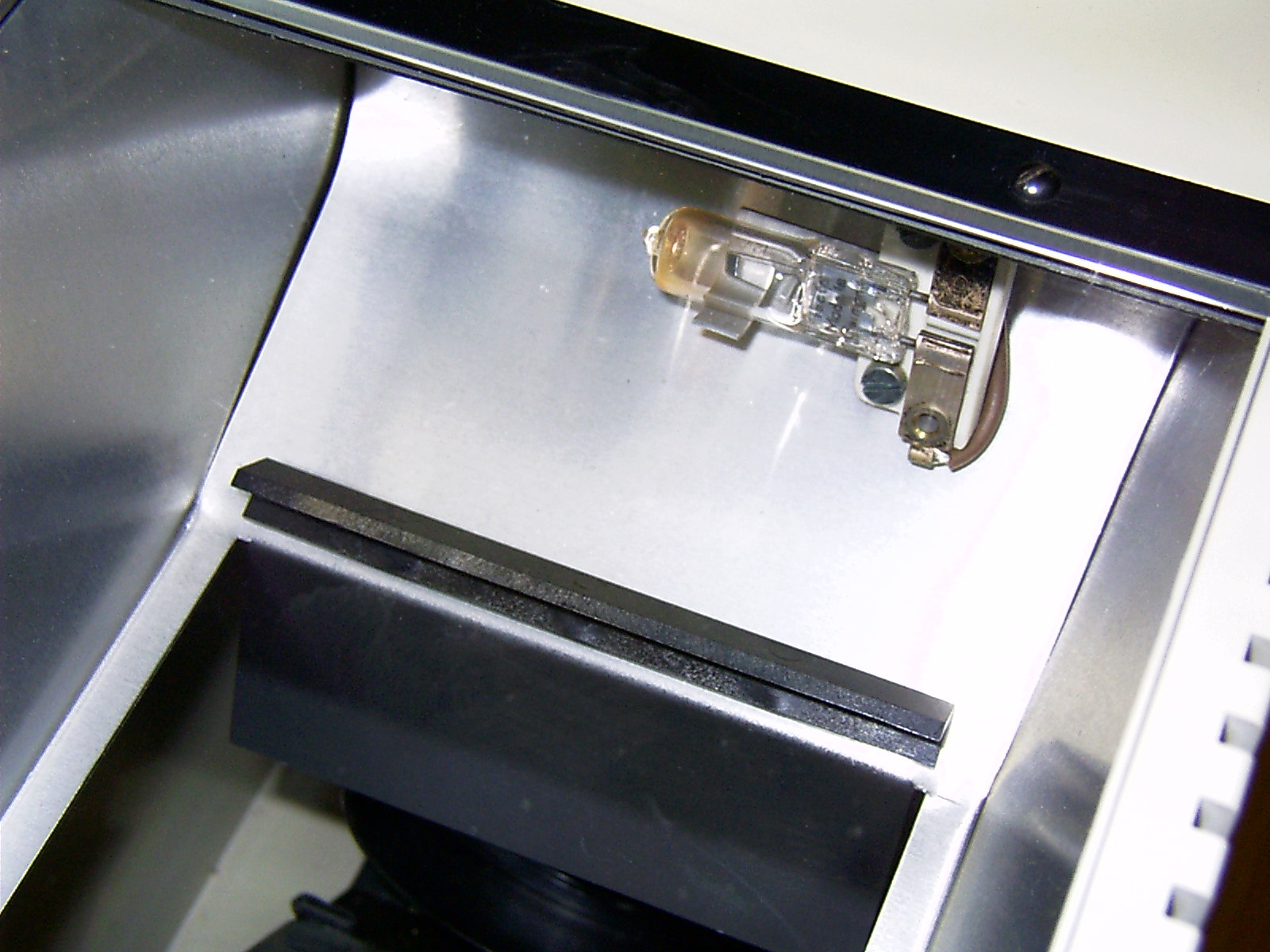
Eine der Niedervolt-Halogen-Projektionslampen, die Vorlage wird von zwei Seiten (oben und unten) angestrahlt.

Wegen des geringen Anteils der diffusen Reflexion, der in Richtung Objektiv reflektiert wird, müssen im Gegensatz zur Durchlichtprojektion Lampen mit hoher Leistung verwendet werden. Früher konnte die dafür notwendige Leistung nur von Bogenlampen erbracht werden, was die Geräte groß und unhandlich machte. Mit der Entwicklung von Halogen-Projektionslampen und den Metalldampf-Lampen mit einem höheren Lichtstrom pro Watt wurden die Geräte zwar etwas handlicher, aber die enorme Hitzeentwicklung war noch ein Problem. Damit die Gehäuse der Hitze standhalten konnten, wurden Episkope überwiegend mit einem Metallgehäuse gefertigt. Ebenso war ein ausreichendes aktives Kühlsystem, etwa ein Gebläse, notwendig. Mit Entwicklung und Einsatz der Niedervolt-Halogen-Projektionslampen konnte das Hitzeproblem um einiges gemindert werden, ebenso durch die Verwendung zweier Projektionslampen, welche die Vorlage von zwei Seiten (meist von oben und unten) anstrahlen. Die Gehäuse waren so kompakter und konnten auch aus leichterem Kunststoff gefertigt werden, was die Geräte viel handlicher ausfallen ließ. Das Kühlsystem konnte ebenfalls in der Leistung gedrosselt werden und der Lärmpegel während des Betriebes gesenkt werden. Außerdem konnte durch infrarotdurchlässige Spiegel hinter der Lampe und sperrende Infrarotfilter zwischen Vorlage und Lampe, Teile der Wärmestrahlung auf die Vorlage reduziert werden. Die Belastung der Vorlage durch die extrem hohe Beleuchtungsstärke in Verbindung mit den auftretenden Temperaturen sollte berücksichtigt werden, um Schäden an sensiblen Vorlagen zu vermeiden. Weitere Nachteile ergeben sich aus der Natur der Vorlage. Diese sollte wegen der Auflichtprojektion möglichst matt, farben- und kontrastreich sein, um ein gutes Projektionsbild zu erzielen. Weiterhin können während der Projektion keine Veränderungen an der Vorlage, wie etwa Markierungen an Textstellen, Einfügen von Graphiken etc., vorgenommen werden. Dazu muss die Vorlage herausgenommen und anschließend wieder eingelegt werden. Der Vorgang der Veränderungen kann im Gegensatz zu Tageslichtprojektoren nicht auf der Bildwand verfolgt werden.

## Weiterentwicklungen
Eine Weiterentwicklung der Episkope stellen die sogenannten Visualizer dar. In der Funktionsweise unterscheiden sie sich von der klassischen Projektionsart der Episkope erheblich. Mit dem Visualizer können, wie mit einem Episkop, jede Art von Vorlagen (Bücher, Fotos, dreidimensionale Gegenstände etc.) über eine Kamera oder Scanner aufgenommen werden und er liefert dann ein hochaufgelöstes Bild zum Beispiel an einen Videoprojektor.
Die moderne Variante der Episkope ist der Sofortpresenter, der aber ebenfalls etwa 20 kg schwer ist.

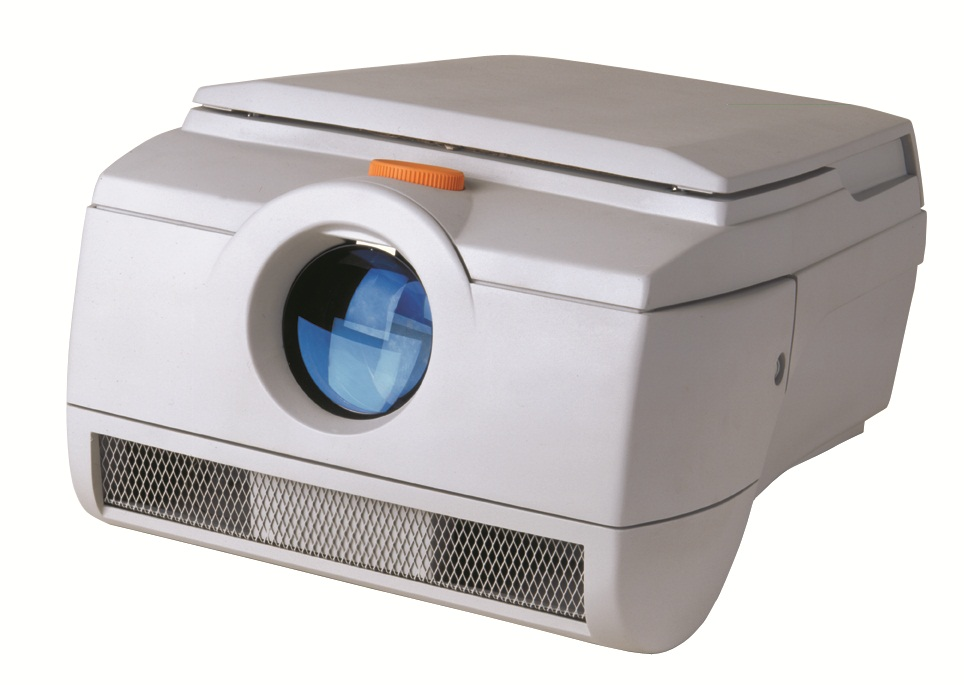
Sofortpresenter, Vorlagenfläche 28,5 × 28,5 cm, Objektiv 2,8 f=330 mm

## Verwendung
Im schulischen Unterricht oder bei Präsentationen werden Episkope kaum oder gar nicht mehr verwendet. Verdrängt wurden sie von den leichter zu handhabenden Tageslichtprojektoren, bei denen sich Veränderungen an der Vorlage besser verfolgen lassen und die sich daher für Unterrichts- und Präsentationszwecke viel besser eignen. Wegen der Verwendbarkeit von nicht transparenten Vorlagen sind Episkope unter Malern, Künstlern und Kopisten beliebt. Eingesetzt werden sie zum Vor- oder Durchzeichnen von Skizzen, Zeichnungen, Fotos etc. Seit einiger Zeit kommen Episkope auch bei Airbrush-Künstlern öfter zum Einsatz. Einige bauen sie auch zu Beamern um.